# Napisy na murze Przyczółka Mostowego w Toruniu
Napisy na murze Przyczółka Mostowego w Toruniu – hasła znajdujące się przy ulicy Podgórskiej 6/10 w Toruniu, na murze Przyczółka Mostowego, naprzeciwko dworca Toruń Główny. Nieznana jest dokładna data powstania napisów. W źródłach pojawia się zarówno data 11 listopada 1981 roku (podczas akcji malowania haseł solidarnościowych i niepodległościowych w Toruniu) oraz 1982. Napis w zachodniej części brzmi: WOLNOŚĆ + SPRAWIEDLIWOŚĆ + NIEPODLEGŁOŚĆ = SOLIDARNOŚĆ, wschodniej zaś: SOLIDARNOŚĆ TO POLSKA. Napis ma długość 42 metrów. Oba napisy były symbolicznym protestem przeciwko totalitarnej władzy komunistycznej w Polsce. Napisy wykonano prawdopodobnie farbą okrętową z Towimoru. Służba Bezpieczeństwa kilkakrotnie próbowała je zamalować. Nieznani są autorzy napisów. Zdaniem dziennikarza Szymona Spandowskiego, autorami napisów mogły być te same osoby, które wcześniej namalowały hasła na murze Tormięsu. Według badacza dziejów Torunia Marcina Orłowskiego, autorami napisów była grupa malarzy pod kierunkiem Teofila Kowalkowskiego. W grudniu 2020 roku napisy trafiły do rejestru zabytków. O ich upamiętnienie apelował Społeczny Komitet „Solidarni-Toruń pamięta”.